# Chrysosplenium lixianense
Chrysosplenium lixianense är en stenbräckeväxtart som beskrevs av Z.P. Jien och J.T. Pan. Chrysosplenium lixianense ingår i släktet gullpudror, och familjen stenbräckeväxter. Inga underarter finns listade i Catalogue of Life.